# Tatiana Blatnik
Tatiana Blatnik (en grec moderne : Τατιάνα Μπλάτνικ), princesse de Grèce et de Danemark, est née le 28 août 1980 à Caracas, au Venezuela. Ex-épouse du prince Nikólaos de Grèce, c'est une personnalité du gotha.
Née au Venezuela, Tatiana Blatnik passe l'essentiel de son enfance en Suisse, où elle arrive à l'âge de trois ans et dont elle acquiert la nationalité. Après des études secondaires à l'Aiglon College, la jeune fille part poursuivre sa formation aux États-Unis, à l'Université de Georgetown, d'où elle sort diplômée en 2003. 
À partir de l'an 2000, elle entretient une relation avec le prince Nikólaos de Grèce. De retour en Europe, la jeune femme travaille dans la communication événementielle pour la styliste Diane von Fürstenberg (2006-2010). En 2010, Tatiana épouse le prince Nikólaos à Spetses, en Grèce. Trois ans plus tard, le couple s'installe à Athènes, où la princesse s'implique dans de nombreuses organisations caritatives. Tatiana et Nikólaos divorcent en 2024.

## Famille
Tatiana Blatnik est la fille naturelle de l'industriel vénézuélien d'origine slovène Ladislav Blatnik (1933-1986) et de sa compagne allemande Marie Blanche Bierlein (1954), elle-même descendante par les femmes du prince-électeur Guillaume II de Hesse-Cassel (1777-1847) et de sa seconde épouse (morganatique) Émilie Ortlop (en) (1791-1843), comtesse de Reichenbach. 
Tatiana a un frère, Boris Blatnik (1978) et, du côté de son père, un demi-frère et une demi-sœur, Igor et Anouchka Blatnik. Après sa relation avec Ladislav Blatnik, la mère de Tatiana s'est mariée au financier vénézuélien Atilio Brillembourg, lui-même père d'un garçon, Atilio Brillembourg Jr. 
Le 25 août 2010, Tatiana épouse le prince Nikólaos de Grèce (1969), deuxième fils et troisième enfant du roi Constantin II de Grèce (1940-2023) et de son épouse la reine Anne-Marie de Danemark (1946). Malgré des rumeurs de grossesse persistantes, Tatiana et Nikólaos n'ont pas d'enfant. Le couple annonce sa séparation et divorce en 2024.

## Biographie
Fille d'un entrepreneur vénézuélien d'origine slovène (Ladislav Blatnik) et d'une Allemande issue de l'aristocratie (Marie Blanche Bierlein), Tatiana voit le jour à Caracas en 1980. Orpheline de père à l'âge de six ans, la petite fille part vivre en Suisse avec sa mère et son beau-père, le financier Atilio Brillembourg, dès 1983. Devenue suissesse,, elle fait ses études secondaires à l'Aiglon College, avant de partir aux États-Unis pour suivre des cours de sociologie à l'Université de Georgetown, à Washington, d'où elle sort diplômée en 2003,. Puis, la jeune femme travaille dans la communication événementielle pour la styliste Diane von Fürstenberg entre 2006 et 2010,.

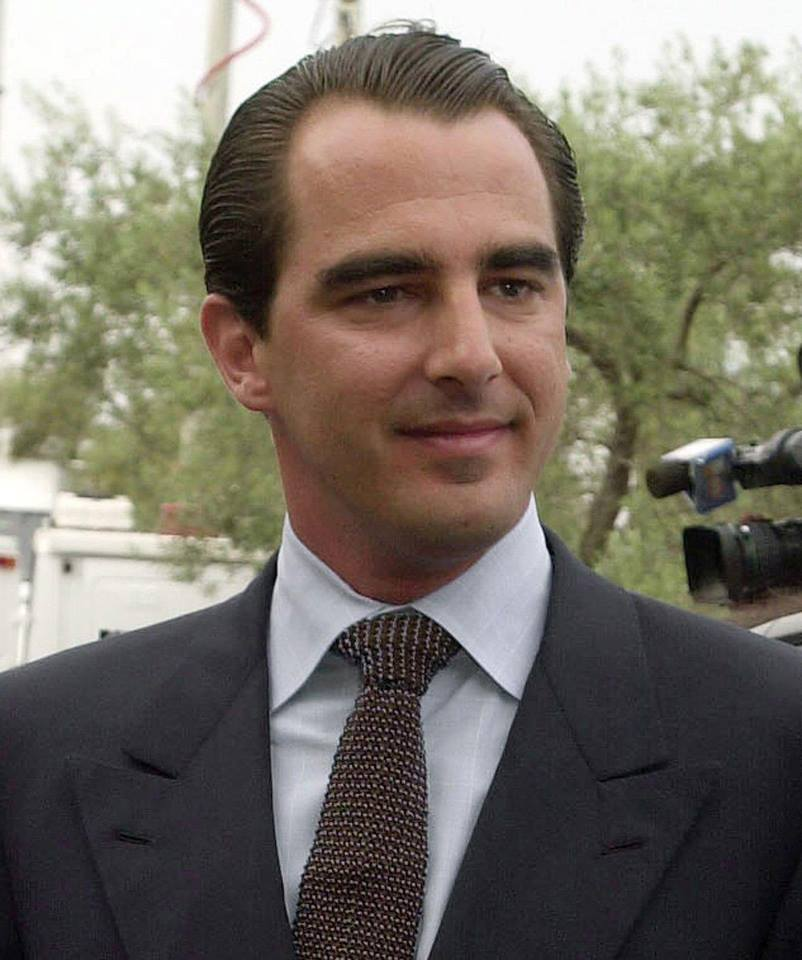
Le prince Nikólaos de Grèce (2018).

En 2000, Tatiana rencontre, grâce à son frère Boris, le prince Nikólaos de Grèce lors d'un séjour de ce dernier à Gstaad, en Suisse. Rapidement, les deux jeunes gens tombent amoureux et nouent une relation semi officielle durant plusieurs années. Les fiançailles du couple sont finalement annoncées publiquement le 28 décembre 2009 par le bureau de l'ex-roi Constantin II de Grèce à Londres. Nikólaos et Tatiana célèbrent leur mariage sur l'île de Spetses, en Grèce, le 25 août 2010. La cérémonie réunit des membres de tout le gotha européen (parmi lesquels les reines Sophie d'Espagne et Margrethe II de Danemark et les princes Willem-Alexander des Pays-Bas et Haakon de Norvège) ainsi que de nombreuses personnalités du show-business (dont Elton John),,,. L'événement fait l'objet d'une large couverture médiatique de la part de la presse du cœur internationale (comme le prouvent les couvertures de Point de vue, de ¡Hola! ou d’Espresso) mais aussi de la presse grecque plus classique (comme l'illustrent les unes de Ta Néa, Apogevmatini ou Estía).
Après leur mariage, Nikólaos et Tatiana retournent vivre à Londres, dans le quartier de Chelsea. Dans les années qui suivent, ils apparaissent à différents événements de la vie des familles royales européennes (comme les mariages de Madeleine de Suède en 2013 ou de Carl Philip de Suède en 2015). Différentes rumeurs circulent alors autour de la princesse, les unes prétendant qu'elle est enceinte, les autres liant sa minceur à de possibles troubles anorexiques. 
En octobre 2013, le couple déménage à Athènes, où il loue un vaste appartement appartenant à la fille de l'ancien Premier ministre républicain Andréas Papandréou,. Dans la capitale grecque, Nikólaos et Tatiana  mènent une existence relativement simple. Le prince se lance alors dans la photographie,,, et fonde sa propre formation politique, composée de technocrates et de fidèles de la monarchie. De son côté, la princesse s'engage dans différentes activités caritatives. Elle travaille ainsi pour l'ONG Boureme, pour laquelle elle publie un livre de recettes (A Taste of Greece) dans le but de récolter des fonds destinés aux populations précaires,,. Elle collabore par ailleurs avec la Croix-Rouge grecque et crée sa propre fondation, Elpida Youth, qui vise à aider les enfants atteints du cancer. Enfin, elle soutient activement l'artisanat grec, à travers la plateforme Tria Etc,.
Le 19 avril 2024, Nikólaos et Tatiana annoncent la fin de leur union après quatorze ans de mariage. Le prince et la princesse maintiennent néanmoins des relations cordiales, si bien que Tatiana continue d'assister à des événements au côté de son ex-belle-mère, la reine Anne-Marie,. Tatiana conserve en outre son titre de princesse.

## Titres et honneurs

### Titulature
Les titres et honneurs portés par les membres de la maison de Grèce n'ont plus d'existence juridique en Grèce et sont considérés comme de simples titres de courtoisie. Après son divorce, l'ancienne maison royale confirme que Tatiana conserve le titre de princesse.
- Depuis le 25 août 2010 : Son Altesse Royale la princesse Tatiana de Grèce et de Danemark.

### Honneurs
Tatiana Blatnik est :
- Dame grand-croix de l'ordre des Saintes-Olga-et-Sophie (25 août 2010).

### Publication de la princesse
- (en) HRH Princess Tatiana et Diana Farr Louis, A Taste of Greece : Recipes, Cuisine & Culture, teNeues Media GmbH & Co. KG, 2016, 208 p. (ISBN 978-3-8327-3337-7 et 3-8327-3337-X).

### Sur la princesse Tatiana
- (en) Jerramy Fine, « Princess Tatiana of Greece and Denmark », dans Bright Young Royals : Your Guide to the Next Generation of Blue Bloods, New York, Berkey Books, 2011, 264 p. (ISBN 978-0-4252-4687-0 et 0-4252-4687-6).